# Archinycteribia octophthalma
Archinycteribia octophthalma är en tvåvingeart som beskrevs av Oskar Theodor 1967. Archinycteribia octophthalma ingår i släktet Archinycteribia och familjen lusflugor. Inga underarter finns listade i Catalogue of Life.